# Evelyn Byrd Harrison
Evelyn Byrd Harrison (5 juin 1920 - 3 novembre 2012) est une universitaire et archéologue américaine. Elle est professeur Edith Kitzmiller d'histoire des beaux-arts à l'Institut des beaux-arts de l'université de New York et est pendant plus de 60 ans associée à l'École américaine d'études classiques à Athènes. Harrison est spécialisée dans la sculpture athénienne du Ve siècle av. J.-C.

## Biographie
Née à Charlottesville, Virginie, Harrison est membre des familles Byrd et Harrison de Virginie. Elle fréquente le lycée John Marshall à Richmond, en Virginie. En 1941, elle est diplômée du Barnard College avec un B.A. et obtient sa maîtrise en 1943 de l'université Columbia. Elle suspend ses études pendant la Seconde Guerre mondiale et travaille pour le département de la guerre à déchiffrer les codes japonais.
En 1949, elle commence son travail avec l'École américaine d'études classiques à Athènes, une relation qui dure jusqu'à sa mort. Elle rejoint la faculté de l'université de Cincinnati en 1951 et obtient son doctorat de Columbia en 1952. Harrison rejoint la faculté de Columbia en 1955 et y reste jusqu'à son départ à l'université de Princeton en 1970. À Princeton, elle est la première femme professeur titulaire au Département d'histoire de l'art et d'archéologie. Elle devient professeur Edith Kitzmiller d'histoire des beaux-arts à l'Université de New York en 1974 où elle reste jusqu'à sa retraite en 2006. Harrison est décédée à New York le 3 novembre 2012.

## Récompenses et honneurs
- Boursier Guggenheim (1954)[5]
- Membre de l'Académie américaine des arts et des sciences (1973)[6]
- Membre de la Société américaine de philosophie (1979)[4]
- Médaille d'or pour réalisation archéologique exceptionnelle (1992) [3]